# Wilfred Holroyd
Wilfred Holroyd (ur. 14 grudnia 1877 w Manchesterze, zm. 3 listopada 1961 w Los Angeles) – brytyjski szermierz, uczestnik letnich igrzysk olimpijskich w 1904
Odpadł w eliminacjach floretu.  